# Фатсия японская
Фа́тсия япо́нская (лат. Fatsia japonica) — типовой вид рода Фатсия (Fatsia) семейства Аралиевые (Araliaceae).

## Этимология названия
Название «Фатсия» образовано от «фатси» — «восемь» на старом японском языке, что указывает на 8 долей в листьях. 

## Ботаническое описание

### Вегетативные органы
Вечнозелёный кустарник высотой 3—6 м. Стебель крепкий, с несколькими ветвями. Молодые ветви, почки и листья покрыты войлочным опушением. Очерёдно и спирально расположенные листья черешковые. Кожистая тёмно-зелёная листовая пластинка глубоко рассечена на 8 долей, каждая от 7 до 9 см (5—11 см) шириной, сужается к концу. Края листьев зубчатые. Черешок от 10 до 50 см длиной.

### Генеративные органы
Взрослые растения начинают цвести поздней осенью. Сложное соцветие-зонтик диаметром около 30 см состоит из более мелких соцветий диаметром 3—4 см. Цветки двуполые, пятичленные. Чашелистики редуцированы в незаметную зубчатую «оправу» цветка. Пять яйцевидных лепестков кремово-белого цвета. 
5 тычинок располагаются простым кругом. 5 плодолистиков срастаются с образованием нижней завязи. Имеется 5 свободных столбиков около 1,5 мм длиной. 
Плод — мелкая сферическая чёрная костянка диаметром 5 мм.

## Распространение
Вид встречается от Японии до острова Нансэй и южного Корейского полуострова. В некоторых тропических областях, таких как Новая Зеландия и острова Хуан-Фернандес, где выращивается в культуре, он одичал.

## Гибриды
От скрещивания фатсии японской с плющом обыкновенным (Hedera helix) образовался межродовой гибрид фатсхедера Лизе (Fatshedera lizei). 

## Хозяйственное значение и применение
Фатсия японская используется в тропических и субтропических парках и садах как декоративное растение, является комнатным растением. Предпочитает тень. Размножение черенками (вегетативное) и семенное.
Липкий и вязкий сок фатсии японской у чувствительных людей может вызвать местную кожную аллергическую реакцию.

## Синонимика
- Aralia japonica Thunb.
- Aralia sieboldii K.Koch
- Dimorphanthus japonicus (Thunb.) Endl.
- Echinopanax japonicus (Thunb.) Kuntze
- Fatsia japonica var. liukiuensis Hatus. ex H.Ohba
- Fatsia japonica var. lobulata Makino[2]